# Simon Gopane
Motshweneng Simon Gopane (né le 26 décembre 1970 à Bloemfontein en Afrique du Sud) est un joueur de football international sud-africain, qui évoluait au poste de gardien de but, avant d'ensuite devenir entraîneur.

## Palmarès
Afrique du Sud
- Coupe d'Afrique des nations :
  - Finaliste : 1998.